# HMS Unicorn (I72)
O HMS Unicorn foi um porta-aviões leve e de manutenção de aeronaves, construído no Reino Unido no final da década de 1930. Teve papel importante na Segunda Guerra Mundial ao dar apoio e proteção aos desembarques anfíbios em Salerno, Itália, em setembro de 1943.

## Galeria

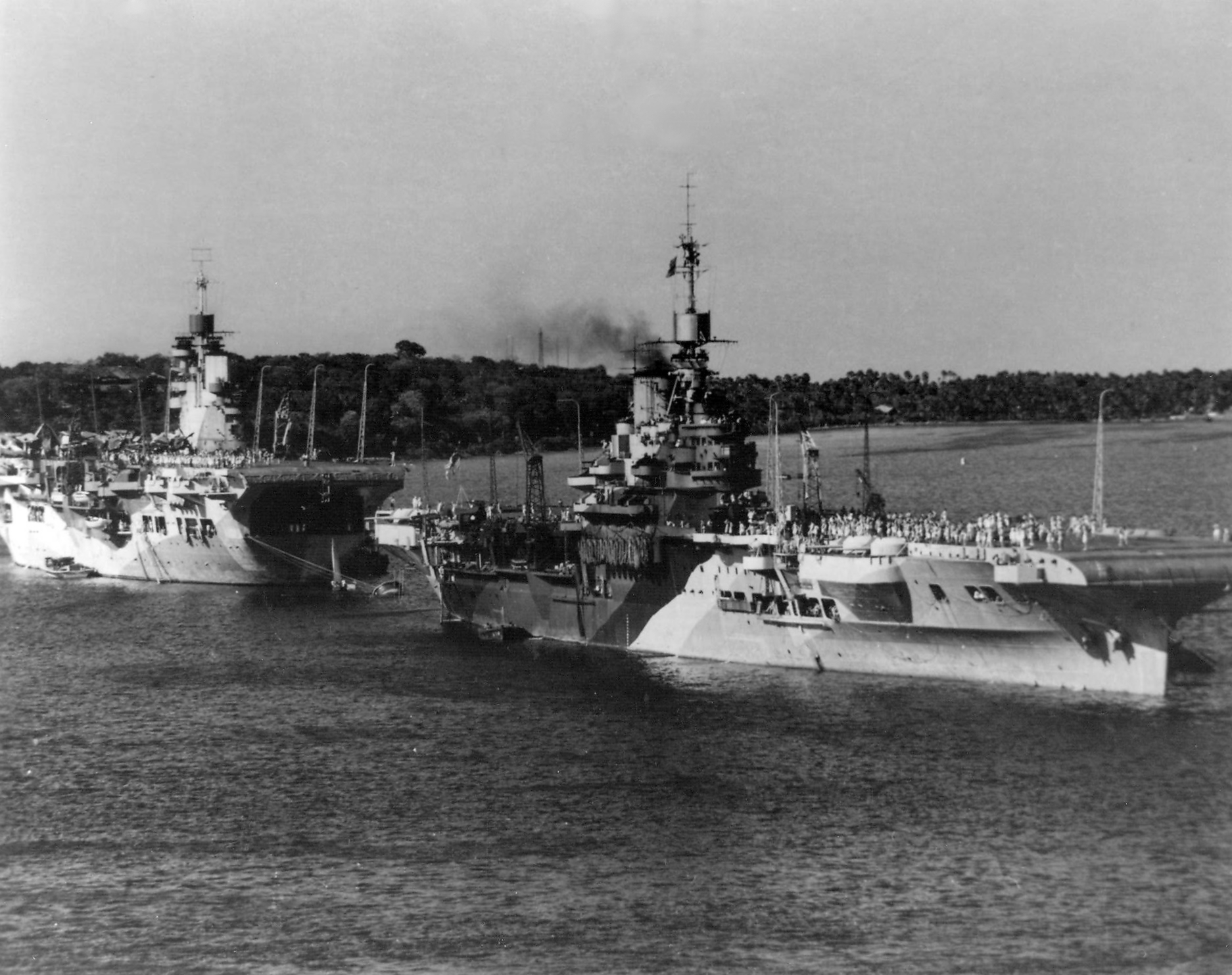
HMS Unicorn e o HMS Illustrious (87) no Ceilão 1944.
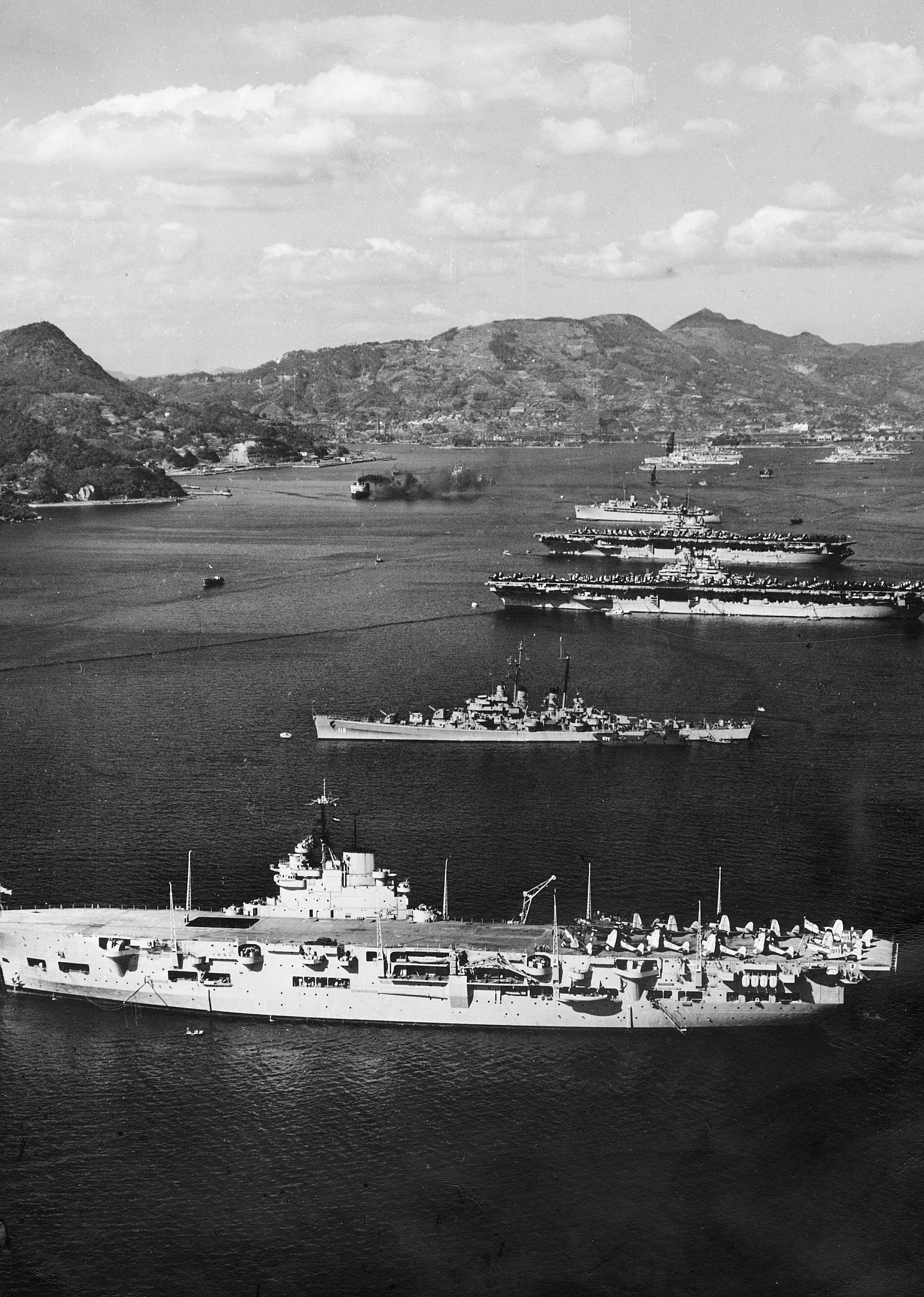
HMS Unicorn e navios da Marinha dos Estados Unidos em Sasebo no Japão em 1950.
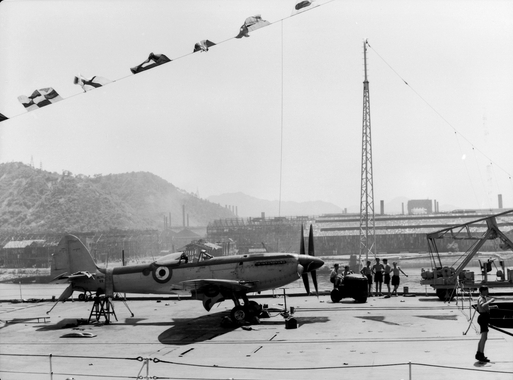
Seafire 47 a bordo do Unicorn em Kune c.1950
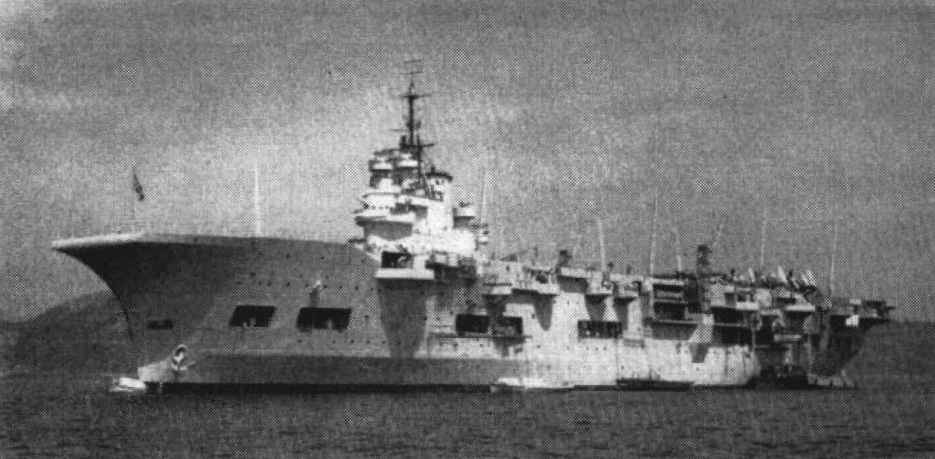
HMS Unicorn no Oceano Pacífico.